# Bertha Lewis
Bertha Amy Lewis (Forest Gate, 12 maggio 1887 – Cambridge, 8 maggio 1931) è stata un contralto e attrice inglese nota soprattutto per il suo lavoro come cantante principale nelle opere comiche di Gilbert e Sullivan con la D'Oyly Carte Opera Company.

## Biografia

### Primi anni e carriera
Bertha Lewis nacque a Forest Gate, Londra. Frequentò la St. Angela's High School, Upton e poi studiò canto alla Royal Academy of Music, ottenendo una qualificazione A.R.A.M. Aveva fatto apparizioni professionali sul palcoscenico come concertista, ma non aveva mai recitato prima di entrare nella compagnia D'Oyly Carte all'età di 19 anni nel 1906 come Kate in The Pirates of Penzance. Presto andò in tournée con la compagnia come Kate, Lady Saphir in Patience, Leila in Iolanthe, Ada in Princess Ida, Vittoria in The Gondoliers e prima damigella d'onore in Trial by Jury. Nel 1908, al Savoy Theatre, interpretò la parte di Gwenny Davis in A Welsh Sunset di Fenn and Faraday, un esordio prima di H.M.S. Pinafore. Presto aggiunse al suo repertorio Leila in Iolanthe e Inez in The Gondoliers.
Nel 1909 sostituì Ethel Morrison come contralto principale, interpretando Little Buttercup in H.M.S. Pinafore, Ruth in Pirates, Lady Jane in Patience, La regina delle fate in Iolanthe, Lady Blanche in Princess Ida, Katisha in Il Mikado, Dame Carruthers in The Yeomen of the Guard e la Duchessa di Plaza-Toro in The Gondoliers. Nel 1910 sposò il baritono Herbert Heyner; nello stesso anno lasciò la compagnia per visitare il Regno Unito in concerti e grande opéra, apparendo nel ruolo principale nella Carmen di Bizet, come Delilah in Samson et Dalila di Camille Saint-Saëns e come Amneris nell'Aida di Verdi.

### Contralto principale

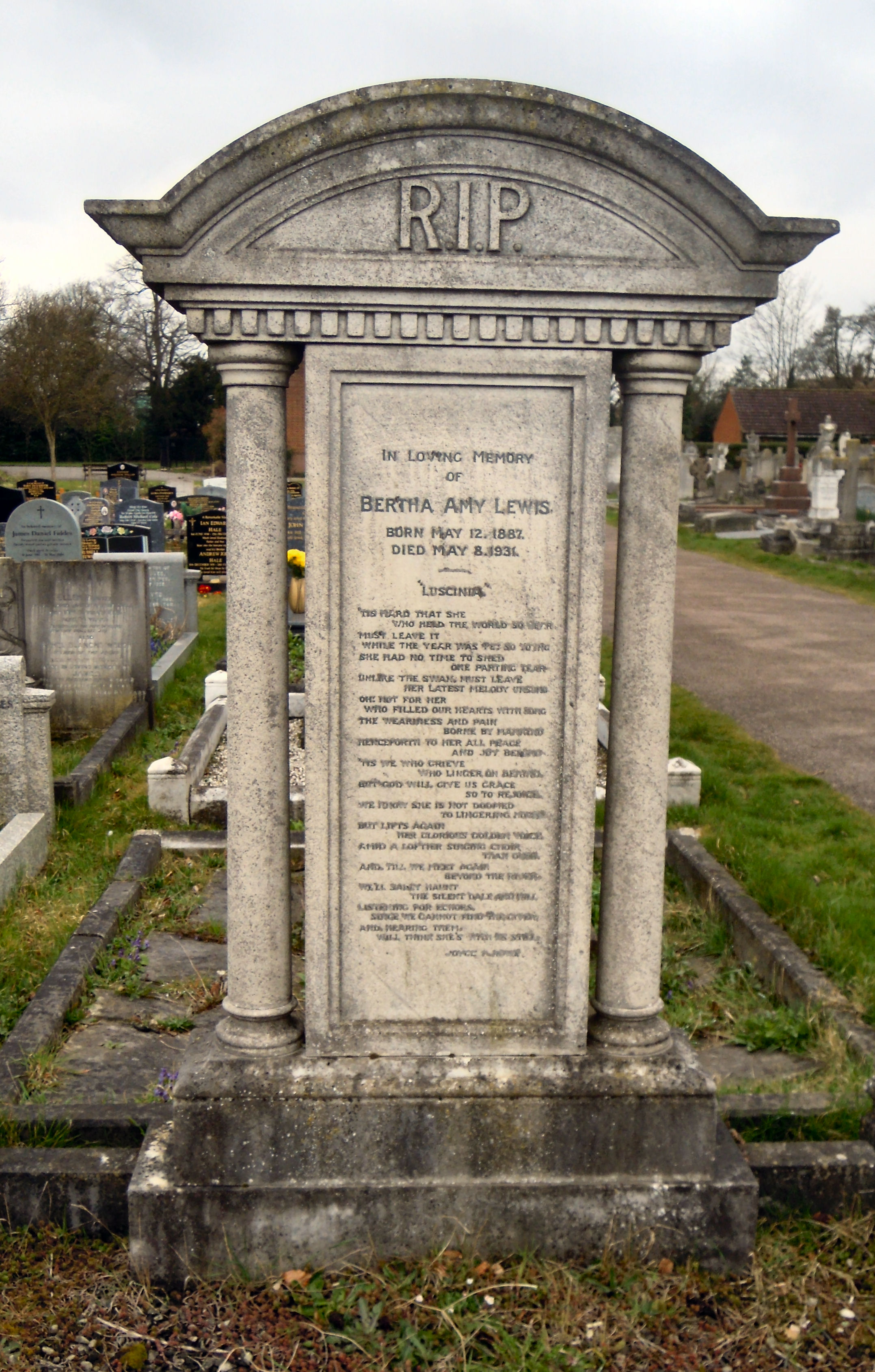
Tomba di Bertha Lewis nel Cimitero della città di Cambridge

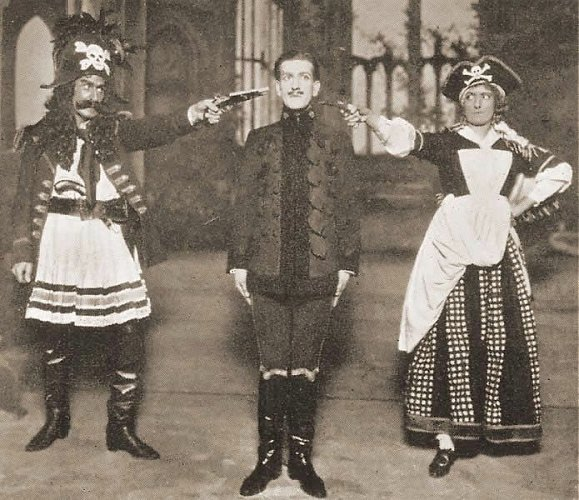
The Pirates of Penzance, aria "Abbi pietà di noi!" nel 1919, Frederick Hobbs (King), James Hay (Frederic) e Bertha Lewis

Ritornò nella compagnia nel 1914, sostituendo Louie René come contralto principale. Derek Oldham riferì in seguito che nel 1920, su insistenza del direttore musicale Geoffrey Toye, Rupert D'Oyly Carte prese in considerazione l'idea di espandere il repertorio della compagnia per interpretare Carmen. Per più di 16 anni dopo il suo ritorno la Lewis interpretò tutti i ruoli principali di contralto nel repertorio della compagnia: Lady Sangazure in The Sorcerer, Buttercup, Ruth, Lady Jane, Fairy Queen, Lady Blanche, Katisha, Dame Hannah in Ruddigore, Dame Carruthers, e la duchessa di Plaza-Toro.

### La morte prematura
La Lewis morì all'età di 43 anni nel maggio del 1931 dopo aver riportato lesioni mortali in un incidente d'auto. Stava viaggiando da Manchester a Cambridge in un'auto guidata da Henry Lytton sotto un temporale. Lytton rimase ferito nell'incidente ma si riprese e ricominciò ad esibirsi dopo alcuni mesi. La Lewis rimase in ospedale per cinque giorni prima di soccombere alle ferite riportate. La regina Maria di Teck fece un'inchiesta personale ed i giornali e la BBC pubblicarono quotidianamente notizie sulle sue condizioni. Fu sepolta nel cimitero della città di Cambridge e, sebbene fosse una doppia tomba, giace lì da sola. Suo marito, Herbert Heyner, non partecipò al suo funerale. Nel giugno del 1931 sposò Mary Louise Hamilton.

## Eredità
La Lewis è spesso citata come il più grande contralto nella storia della Compagnia D'Oyly Carte Opera. La sua voce potente (conservata nelle registrazioni), la dizione nitida e la formidabile personalità scenica erano ben note. Della sua interpretazione nella produzione de Il Mikado nel 1926, The Times scrisse che "era maestosa come Katisha... ottenendo un importante significato drammatico da parte sua e spiegando il fatto che l'umorismo di Gilbert e Sullivan ne emerge meglio con un trattamento serio."

## Incisioni
Con la D'Oyly Carte Opera Company, la Lewis ha inciso Buttercup (parte nel 1922, completo nel 1930), Ruth (1931), Lady Jane (1930), Queen of the Fairies (1929), Lady Blanche (1924), Katisha (1926), Dame Hannah (1924) e La duchessa di Plaza-Toro (1927). Ha partecipato alla trasmissione radiofonica della BBC del 1926 su The Mikado ed è apparsa come Katisha in un film muto promozionale di quattro minuti realizzato per promuovere un rifacimento del Mikado, con nuovi costumi creati da Charles Ricketts sempre nel 1926.